# Jakobs kamp
Jakobs kamp er en beretning fra Første Mosebog, kapitel 32, vers 25-33, i hvilken patriarken Jakob kæmper med Gud (eller ifølge nogle fortolkninger med en Guds engel) og sejrer. Ved den lejlighed fik Jakob navnet Israel; på hebraisk er der ordspil mellem Israel og kæmpet med Gud. I dag bruger Jakobs efterkommere stadig navnet Israel om sig selv.
Beretningen om Jakobs kamp har givet anledning til afledning af udtrykket "en jakobskamp", som betegner en voldsom åndelig eller sjælelig kamp.